# Høje-Taastrup (općina)
Høje-Taastrup je općina u danskoj regiji Hovedstaden.

## Zemljopis
Općina se nalazi u istočnom dijelu otoka Zelanda, te je prigradska općina glavnog rada Danske Kopenhagena, prositire se na 78,41 km2.

## Stanovništvo
Prema podacima o broju stanovnika iz 2010. godine općina je imala 47.664 stanovnika, dok je prosječna gustoća naseljenosti 	607,88 stan/km2. Središte općine je grad Taastrup.

### Naselja
| Naselja u općini |                |                   |
| Br.              | Naselje        | Stanovnika (2010) |
| 1.               | Taastrup       | 32.260            |
| 2.               | Hedehusene     | 11.434            |
| 3.               | Sengeløse      | 1.394             |
| 4.               | Reerslev       | 645               |
| 5.               | Vridsløsemagle | 292               |

## Vanjske poveznice
- Službena stranica općine